# Петраков, Павел Михайлович
Па́вел Миха́йлович Петра́ков (род. 1 декабря 1958, с. Заречное, Саратовская область) — глава Балашовского муниципального района (2017-2024), генеральный директор ЖБК-8 в городе Балашов (2002-2017), первый заместитель секретаря Балашовского отделения партии «Единая Россия», член Балашовского политсовета.

## Биография
Павел Петраков окончил Саратовский политехнический институт по специальности инженер-механик; кандидат экономических наук. Трудовую деятельность начал сразу после окончания школы: работал водителем в Балашовском грузовом автотранспортном предприятии.
В 1977—1979 гг. служил в ракетных войсках стратегического назначения. После окончания учёбы работал в грузовом автотранспортном предприятии на инженерных должностях.
В 1989 году получил предложение перейти работать в горком КПСС.
С 1990 года на протяжении двух лет занимал пост главного инженера Балашовского пассажирского автотранспортного предприятия.
В 1992 году назначен на должность первого заместителя главы администрации города Балашова, а в 1996 году переведен первым заместителем главы администрации города Балашова и Балашовского района.
С 1997 года по 2000 год возглавлял отделение Федеральной миграционной службы по Саратовской области.
С 2000 по 2002 гг. занимал должность руководителя Департамента федеральной службы занятости населения по Саратовской области.
С 2002 по 2004 гг., с октября 2005 по апрель 2017 гг. является генеральным директором Балашовского завода ЖБК-8.
С 2004 года по 2005 год занимал пост главы администрации Балашовского муниципального района.
С 1988 года неоднократно избирался депутатом городского и районного Советов города Балашова и Балашовского района, а в марте 2006 года избран депутатом Собрания депутатов Балашовского муниципального района.
С 2007 года по 2010 год являлся председателем комитета по законности и местному самоуправлению Собрания Балашовского муниципального района. Является членом Попечительского совета гимназии имени Ю. А. Гарнаева города Балашова.
С 2010 года по 2016 год — председатель Общественного Совета Балашовского района.
С октября 2016 года по 24 апреля 2017 года — председатель Собрания депутатов Балашовского района.
С 24 апреля 2017 года стал исполняющим обязанности главы Балашовского муниципального района. 30 сентября 2024 года сложил полномочия по собственному желанию. 
Женат на Петраковой Елене Александровне. Воспитывает дочь и сына.

## Награды
- Почётная грамота и Почётный знак Губернатора Саратовской области «За любовь к родной земле»[6].
- Почетная грамота Министерства строительства и жилищно-коммунального хозяйства области[6].